# 북주

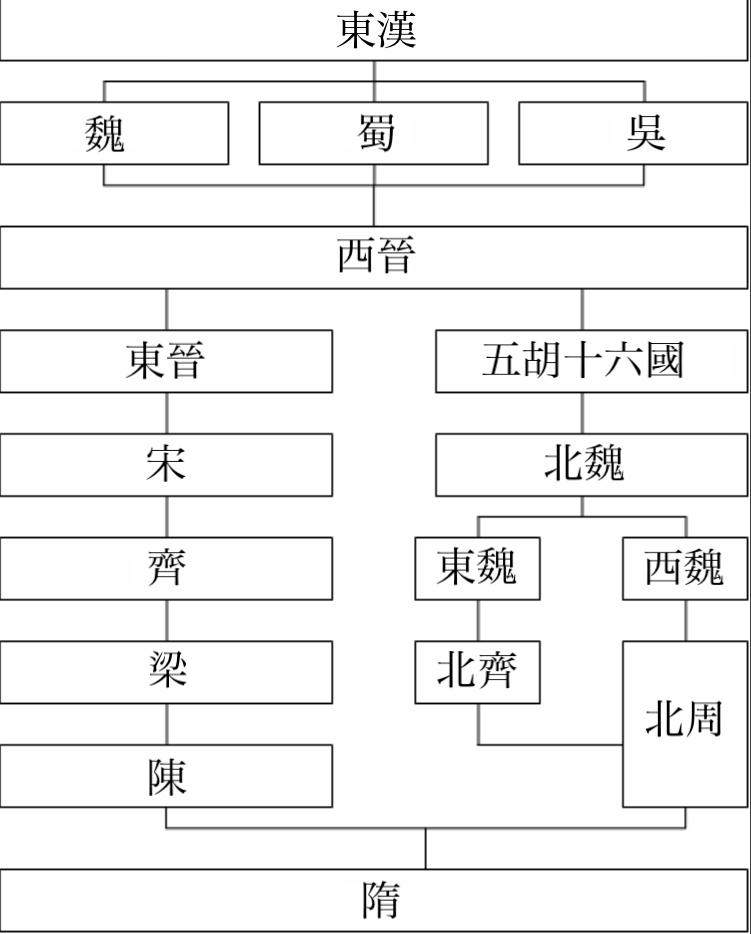
위진 남북조 왕조들의 계통도

북주(北周, 557년 ~ 581년)는 중국 남북조 시대 때 선비족 우문씨(구 우문선비)가 관중 지방을 중심으로 건국한 국가이다. 국호는 주(周)이나, 고대의 주나라와 구별하기 위해서 북주(北周)라고 불린다. 전신은 서위(西魏), 후신은 수(隋)이다.

## 역사
실질적인 창시자인 우문태는 북위의 6진의 난에 참가한 뒤 하발악에게 귀순하여 두각을 나타내고, 하발악이 죽자 그가 가지고 있던 기반을 계승한 뒤 관중 지방에서 세력을 과시했다. 이에 효무제가 북위의 승상 고환으로부터 도망쳐 그에게로 왔다. 그 후 고환이 동위를 건국하자 우문태도 사이가 나빠진 효무제를 독살하고 문제를 옹립하였다. 이것이 서위가 되었다. 그 후, 우문태는 서위의 승상으로까지 승진했다. 
우문태 사후 승상 자리를 물려받은 우문각은 557년에 서위의 황제로부터 선양을 받아 제위에 올라 북주를 건국했으나, 실권은 우문태의 조카였던 우문호가 쥐고 있었다. 우문호는 초대 효민제(우문각)·제2대 명제(우문육)·제3대 무제(우문옹)를 잇달아 차례로 세우며 대단한 권세를 누렸다. 우문호의 전횡에 불만을 품고 있던 무제가 우문호를 주살하고, 577년에 발해 고씨가 세운 북제를 멸망시켜 화북을 통일하였다. 또한 무제는 폐불을 단행하였는데, 이것을 제2차 삼무일종의 폐불이라고 부른다.
제4대 황제인 선제는 온갖 포악무도한 짓을 자행했기 때문에, 크게 인망을 잃었다. 이에 사람들의 기대를 한몸에 받던 수국공 양견의 힘이 강해졌으며, 선제가 죽자 양견은 아예 외척이라는 명목으로 섭정이 되었기 때문에, 황제의 실권이 사라지게 되었다. 581년에 제5대 황제인 정제가 양견에게 선양하면서 수나라가 세워지고, 북주는 멸망하게 되었다. 북주의 황족인 우문씨는 전 황제 정제를 포함한 대다수가 양견에 의해 모두 학살당해 단절되었다고 전해진다.

## 정치 체계
북주는 유교 경전에 있는 《주례》에 기초해서 관제와 부병제를 만들고, 이를 사용하였다. 그리하여 3성 6부는 대총재(大冢宰)·대사도·대종백(大宗伯)·대사마·대사구(大司寇)·대사공의 6관(六官)으로 관제가 변경·개편되었다. 또, 옛 주나라의 국호를 사용하기도 했다. 그러나 북주는 북위 효문제 이래의 한화(漢化)정책을 반대하고, 선비족 고유의 풍습으로 회귀함을 표방하였다(호화(胡化)정책).

## 군사 체계
북주는 군의 요직으로 8주국(柱國) - 12대장군을 배치했는데, 이들 20명은 우문태의 출신지인 무천진(武川鎭, 지금의 내몽골 자치구에 있었던 북위의 군사기지) 출신자들이 많았다. 이들 밑에 24개부를 설치해, 이들 24군단이 부병제 군단을 구성하고 있었다. 이 군사 제도는 훗날 수나라를 건국하는 양(楊)씨가 12대장군이었고. 역시 훗날 당나라를 건국하는 이(李)씨가 8주국의 가문이었던 이유도 있어서, 그대로 수나라·당나라까지 이어가게 되었다.

## 사회
왕조의 의례 등을 선비족풍으로 행하고, 공용어도 한어가 아닌 선비어를 사용했으며, 성씨도 원래의 선비족 성씨로 되돌리는 정책을 실행했다(원(元)씨 → 탁발씨) 거기에 영내의 한인들에 대해서도 선비족풍의 성씨로 고칠 것을 강요했다(호화(胡化)정책).

## 역대 황제
| 대수  | 묘호                            | 시호                           | 성명           | 연호                                                                                        | 재위기간      | 능호       |
| ----- | ------------------------------- | ------------------------------ | -------------- | ------------------------------------------------------------------------------------------- | ------------- | ---------- |
| -     | -                               | 덕황제 (德皇帝) (주 명제 추숭) | 우문굉(宇文肱) | -                                                                                           | -             | -          |
| -     | 주 태조 (周太祖) (주 명제 추숭) | 문황제 (文皇帝)                | 우문태(宇文泰) | -                                                                                           | -             | 성릉(成陵) |
| 제1대 | -                               | 효민황제 (孝閔皇帝)            | 우문각(宇文覺) | -                                                                                           | 557년         | 정릉(靜陵) |
| 제2대 | 주 세종 (周世宗)                | 명황제 (明皇帝)                | 우문육(宇文毓) | 무성(武成) 559년 ~ 560년                                                                    | 557년 ~ 560년 | 소릉(昭陵) |
| 제3대 | 주 고조 (周高祖)                | 무황제 (武皇帝)                | 우문옹(宇文邕) | 보정(保定) 561년 ~ 565년 천화(天和) 566년 ~ 572년 건덕(建德) 572년 ~ 577년 선정(宣政) 578년 | 560년 ~ 578년 | 효릉(孝陵) |
| 제4대 | -                               | 선황제 (宣皇帝)                | 우문윤(宇文贇) | 대성(大成) 579년                                                                            | 578년 ~ 579년 | 정릉(定陵) |
| 제5대 | -                               | 정황제 (靜皇帝)                | 우문천(宇文闡) | 대상(大象) 579년 ~ 580년 대정(大定) 581년                                                   | 579년 ~ 581년 | 공릉(恭陵) |